# Kidflix
 (juin 2025).
La mise en forme du texte ne suit pas les recommandations de Wikipédia : il faut le « wikifier ».
Les points d'amélioration suivants sont les cas les plus fréquents. Le détail des points à revoir est peut-être précisé sur la page de discussion.
- Les titres sont pré-formatés par le logiciel. Ils ne sont ni en capitales, ni en gras.
- Le texte ne doit pas être écrit en capitales (les noms de famille non plus), ni en gras, ni en italique, ni en « petit »…
- Le gras n'est utilisé que pour surligner le titre de l'article dans l'introduction, une seule fois.
- L'italique est rarement utilisé : mots en langue étrangère, titres d'œuvres, noms de bateaux, etc.
- Les citations ne sont pas en italique mais en corps de texte normal. Elles sont entourées par des guillemets français : « et ».
- Les listes à puces sont à éviter, des paragraphes rédigés étant largement préférés. Les tableaux sont à réserver à la présentation de données structurées (résultats, etc.).
- Les appels de note de bas de page (petits chiffres en exposant, introduits par l'outil «  Source ») sont à placer entre la fin de phrase et le point final[comme ça].
- Les liens internes (vers d'autres articles de Wikipédia) sont à choisir avec parcimonie. Créez des liens vers des articles approfondissant le sujet. Les termes génériques sans rapport avec le sujet sont à éviter, ainsi que les répétitions de liens vers un même terme.
- Les liens externes sont à placer uniquement dans une section « Liens externes », à la fin de l'article. Ces liens sont à choisir avec parcimonie suivant les règles définies. Si un lien sert de source à l'article, son insertion dans le texte est à faire par les notes de bas de page.
- La présentation des références doit suivre les conventions bibliographiques. Il est recommandé d'utiliser les modèles {{Ouvrage}}, {{Chapitre}}, {{Article}}, {{Lien web}} et/ou {{Bibliographie}}. Le mode d'édition visuel peut mettre en forme automatiquement les références.
- Insérer une infobox (cadre d'informations à droite) n'est pas obligatoire pour parachever la mise en page.

Pour une aide détaillée, merci de consulter Aide:Wikification.
Si vous pensez que ces points ont été résolus, vous pouvez retirer ce bandeau et améliorer la mise en forme d'un autre article.
Kidflix était un site pédophile du dark web qui hébergeait de la pornographie infantile de 2021 à 2025. Il a été créé par un cybercriminel anonyme en 2021. Kidflix était l'une des plus grandes plateformes pédophiles au monde, avec environ 1,8 million d'utilisateurs dans le monde connectés sur Kidflix entre avril 2022 et mars 2025,.
Kidflix a cessé ses opérations le 11 mars 2025, après que les autorités allemandes ont perquisitionné la salle des serveurs du site et l'ont fermé. Ils ont également saisi 72 000 vidéos illégales sur le site et les informations personnelles de ses utilisateurs, ce qui a entraîné l'arrestation de 1 400 suspects dans le monde entier.

## Histoire
Kidflix a été créé par un cybercriminel anonyme afin de réaliser des profits en téléchargeant et en partageant du contenu illégal via la plateforme en 2021. Depuis sa création, elle est rapidement devenue l’une des plateformes les plus populaires auprès des pédophiles. 91 000 vidéos illégales ont été téléchargées et partagées sur le site pendant qu'il était actif, pour une durée totale de 6 288 heures. Environ 3,5 nouvelles vidéos ont été téléchargées sur Kidflix chaque heure, dont la majorité étaient auparavant inconnues des forces de l'ordre,.
Contrairement à d’autres plateformes, elle permettait à ses utilisateurs de télécharger de la pornographie infantile et également de diffuser des fichiers vidéo. Les utilisateurs de Kidflix ont effectué des paiements en utilisant des crypto-monnaies qui ont été converties en jetons. Les jetons étaient une monnaie interne utilisée pour débloquer de nouvelles vidéos. Les utilisateurs peuvent télécharger de la pornographie, vérifier les titres et les descriptions des vidéos et attribuer des catégories aux vidéos pour gagner plus de jetons,.
Chaque vidéo sur le site a été téléchargée dans différentes versions : basse, moyenne et haute qualité, permettant à ses utilisateurs de prévisualiser le contenu et de payer des crypto-monnaies pour des jetons afin de débloquer des versions de meilleure qualité. Kidflix proposait des méthodes de paiement allant de 6 à 180 dollars pour un accès premium à vie aux vidéos. Le procureur principal Thomas Goger a déclaré que la majorité des utilisateurs identifiés de Kidflix avaient entre 20 et 40 ans, avec un âge moyen de 31 ans. L'utilisateur le plus âgé du site avait plus de 70 ans, tandis que le plus jeune était né en 2006. La majorité d’entre eux étaient des utilisateurs de longue date du darknet.

## Arrestations
Le 11 mars 2025, la salle des serveurs du site, qui contenait environ 72 000 vidéos, a été saisie par les forces de l'ordre allemandes et néerlandaises dans le cadre de l'« opération Stream ». Environ 1 400 suspects à travers le monde affiliés à Kidflix ont été arrêtés,. Ce jour-là, les autorités ont pu retirer Kidflix du dark web. En Allemagne, la police a effectué des perquisitions dans 96 lieux et arrêté 103 suspects. Parmi eux, un homme de 36 ans qui recherchait des images d’abus sur mineurs sur Kidflix. Il a également « offert son jeune fils pour des jeux ». L'enfant de l'homme a été remis aux services de protection de l'enfance,. La police allemande a également pu sauver deux mineurs qui vivaient dans le même foyer qu'un utilisateur de Kidflix. D’autres mineurs victimes d’abus sexuels ont été identifiés. L'enquête a également conduit à l'arrestation d'un « agresseur en série » aux États-Unis,. 60 suspects ont été identifiés et 30 arrêtés dans le Yorkshire, au Royaume-Uni. En Suisse, 10 personnes qui ont tenté de distribuer et de consommer de la pornographie infantile sur Kidflix ont été arrêtées. Deux hommes de Malte ont été arrêtés et inculpés après avoir acheté et téléchargé de la pornographie juvénile sur Kidflix.
L'opération Stream a débuté en 2022 et est toujours en cours. Elle a permis d'identifier 1 393 suspects, d'arrêter 79 suspects, de saisir plus de 3 000 appareils électroniques et de protéger 39 enfants,. L'opération a été menée par la police allemande et soutenue par les forces de l'ordre de 38 pays, dont l'Australie, le Canada et les États-Unis, sous la coordination d'Europol,.